# Shooting-brake

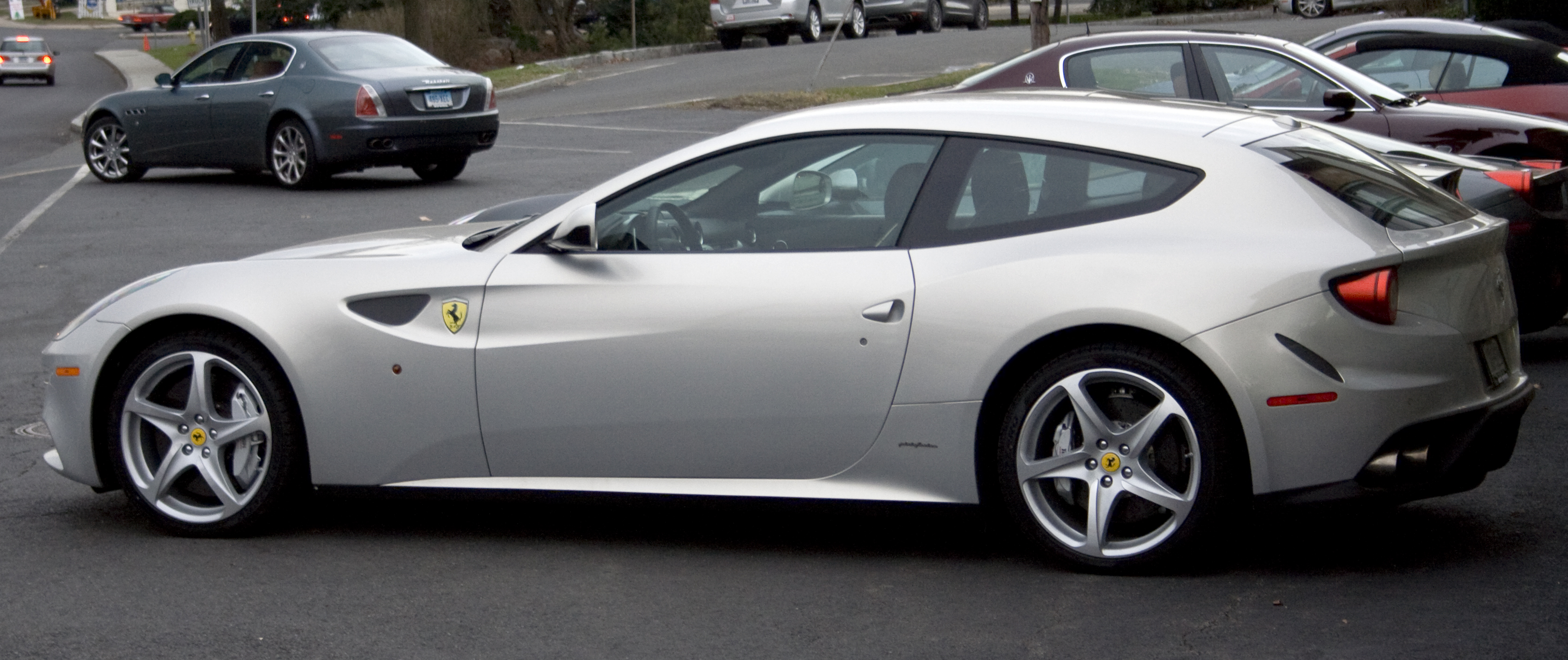
Una Ferrari FF del 2011, esempio contemporaneo di shooting-brake.

La Shooting-brake (scritto anche shooting brake, senza tratto d'unione) è una tipologia di carrozzeria automobilistica che prevede una linea molto sportiva, a 2 o 4 porte (da coupé o addirittura da berlinetta), unita a caratteristiche da familiare come l'ampia volumetria della coda e il portellone posteriore verticale.

## Storia
L'origine del termine rimanda alla pratica di attaccare un carrello ai cavalli più focosi in modo da romperne («break») o frenarne lo spirito. In seguito è stato adottato per la modifica di auto di lusso da parte di persone come cacciatori, golfisti e giocatori di polo, i quali chiedevano dalle proprie vetture una soglia posteriore di accesso migliore rispetto a quanto offerto dalle automobili tradizionali.

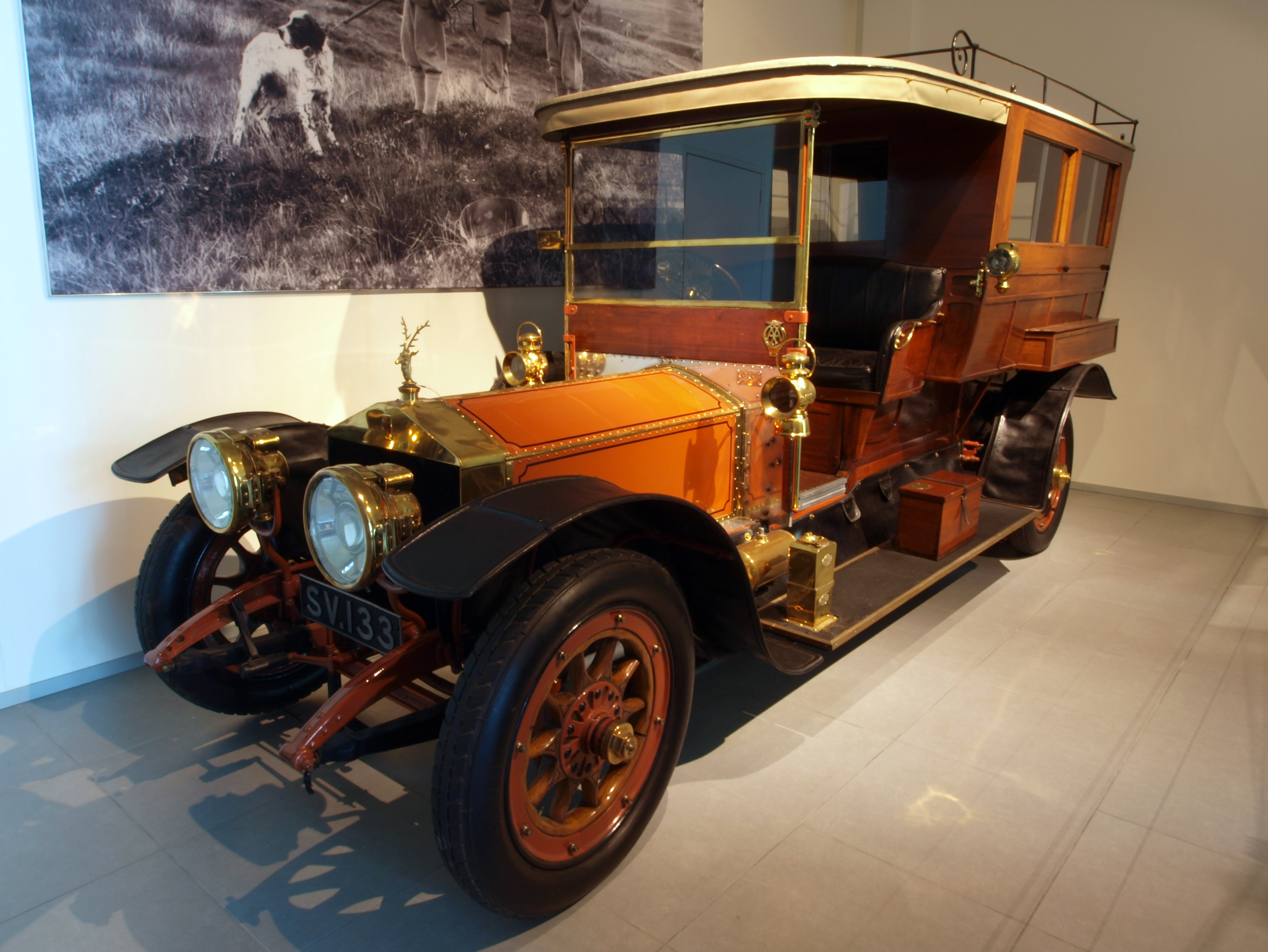
Una speciale Rolls-Royce Silver Ghost del 1910, antesignana del concetto di shooting-brake.

Nel Regno Unito, il termine shooting-brake era già di uso comune nel linguaggio scritto e parlato prima degli anni 1950 per identificare ogni tipo di vettura utilizzato prettamente nelle tenute di campagna, ma successivamente il termine cadde in disuso eccetto tra i proprietari terrieri e fu sostituito da estate car (familiare) a cavallo tra gli anni 1950 e 1960. Il termine tornò in auge negli anni 1970, quando questo tipo di carrozzeria venne riscoperto da case automobilistiche inglesi come Jensen Motors, Lotus, Morris Garages, Reliant e Rootes, e da altre del continente europeo come Lamborghini, Lancia e Volvo. Da allora il concetto di base di questo tipo di carrozzeria è stato periodicamente riproposto o reinventato, sia con modelli di serie come BMW Z3 Coupé, Ferrari FF, Mercedes-Benz CLS Shooting Brake e Kia Ceed, sia attraverso concept car quali la Opel Calibra Bertone Slalom.
Top Gear ha descritto le shooting-brake come «a cross between an estate and a coupe», ovvero «un incrocio tra una familiare e una coupé».